# Tönissteiner–TW Rock–BASF
Tönissteiner–TW Rock–BASF oder Tönissteiner–Lotto–Mavic war ein professionelles Radsportteam, das von 1984 bis 1985 bestand.

## Geschichte
Das Team wurde 1984 unter der Leitung von Edward Wouters gegründet. Neben den Siegen konnte keine weiteren nennenswerte Platzierungen erreicht werden. Am Ende der Saison 1984 wechselten ein Teil des Teams zu Lotto. Im zweiten Jahr war der Etappensieg bei der Tour de France der Höhepunkt für das Team. Das Team konnte weiterhin den zweiten Platz bei Grote Prijs Jef Scherens, vierte Plätze bei der Flandern-Rundfahrt und beim Druivenkoers Overijse, fünfte Plätze beim Leeuwse Pijl, bei Le Samyn und beim Herinneringsprijs Dokter Tistaert sowie Platz 12 beim Amstel Gold Race und Platz 17 bei Paris–Roubaix erwirken. Ende der Saison 1985 wurde das Team aufgelöst.
1984 bis 1985 war ein deutscher Mineralbrunnen Hauptsponsor. 1984 waren die nationale belgische Lotterie und 1985 das belgische Musikfestival Torhout-Werchter Rock Co-Sponsoren.

### Doping
1985 gab es zwei Vorkommnisse mit Fahrern vom Team. Paul Wellens verweigerte nach den Belgischen Meisterschaften die Abgabe einer Urinprobe und Ludwig Wijnants wurde nach dem Scheldeprijs positiv auf Norephedrin getestet. Er erhielt eine 1-monatige Sperre, 1500 Gulden Strafe und 1 Jahre Bewährung.

## Erfolge
1984
- eine Etappe Vuelta a España
- Binche–Chimay–Binche
- Le Samyn
- eine Etappe Critérium du Dauphiné
- zwei Etappen Tour de l’Avenir

1985
- eine Etappe Tour de France
- drei Etappen Critérium du Dauphiné
- eine Etappe Tour de l’Oise

## Bekannte ehemalige Fahrer
- Roger Ilegems (1984)
- Benny Van Brabant (1984–1985)
- Paul Wellens (1985)
- Ludwig Wijnants (1985)